# Туннель любви (памятник природы)

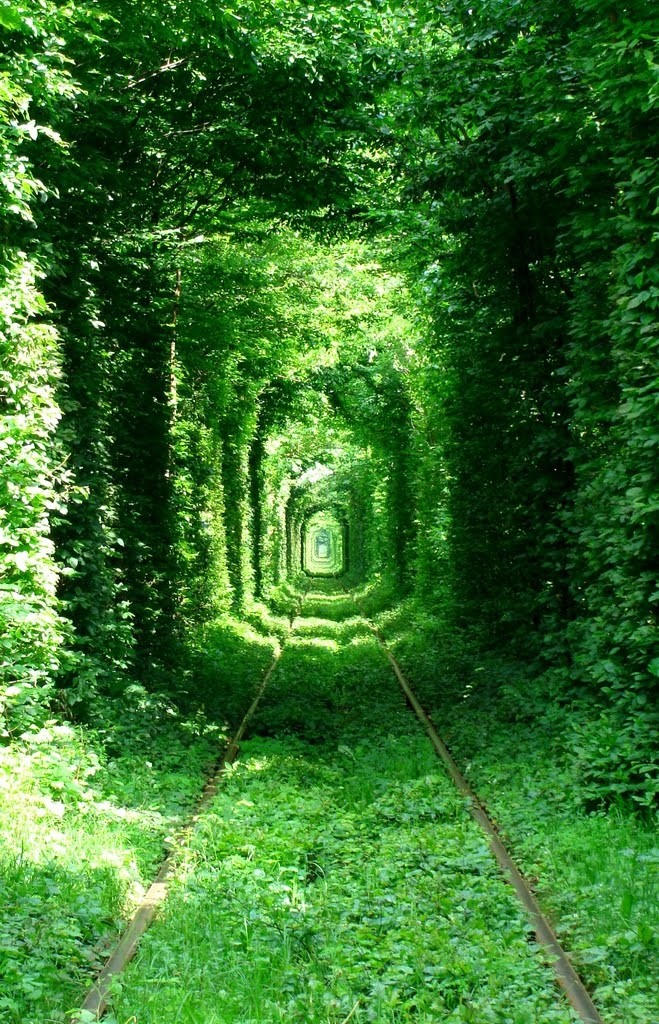
Тоннель любви

Тонне́ль любви́ (укр. Туне́ль коха́ння) — памятник природы местного значения. Находится возле посёлка Клевань, в Ровенском районе Ровенской области Украины, на отрезке железнодорожного пути, ведущего от Клевани к поселку Оржев.

## Описание
Представляет собой ботанический феномен — зелёный тоннель в лесном массиве длиной около 4 км, созданный зарослями деревьев и кустов, которые сплелись между собой и создали плотный тоннель точной арочной формы. Промышленный поезд проходит по этому пути трижды в сутки.

## Легенды и приметы
Тоннель — место паломничества туристов и пар влюблённых. Существует туристическая легенда, что если влюблённая пара, которая пройдет через тоннель, загадает желание, то это желание исполнится. Некоторые молодожёны сажают тут цветы, которые символизируют их чувства.

## Проблемы
В начале ноября 2013 года в СМИ появились сообщения о профилактической вырубке 700 метров деревьев вдоль тоннеля в шахматном порядке, прокуратура и Госэкоинспекция оценивали масштаб нанесённого ущерба. Высказывалось предположение, что в результате вырубки «Тоннель любви» был уничтожен.

## Фильмография
Японский режиссёр Акиёси Имадзаки в 2014 году снял романтическую драму «Клевань: тоннель Любви». Первый показ фильма состоялся 23 ноября 2014 году на Ханойском международном кинофестивале, но его премьера запланирована на 2015 год. Сюжет картины напрямую связан с тоннелем.

## Галерея

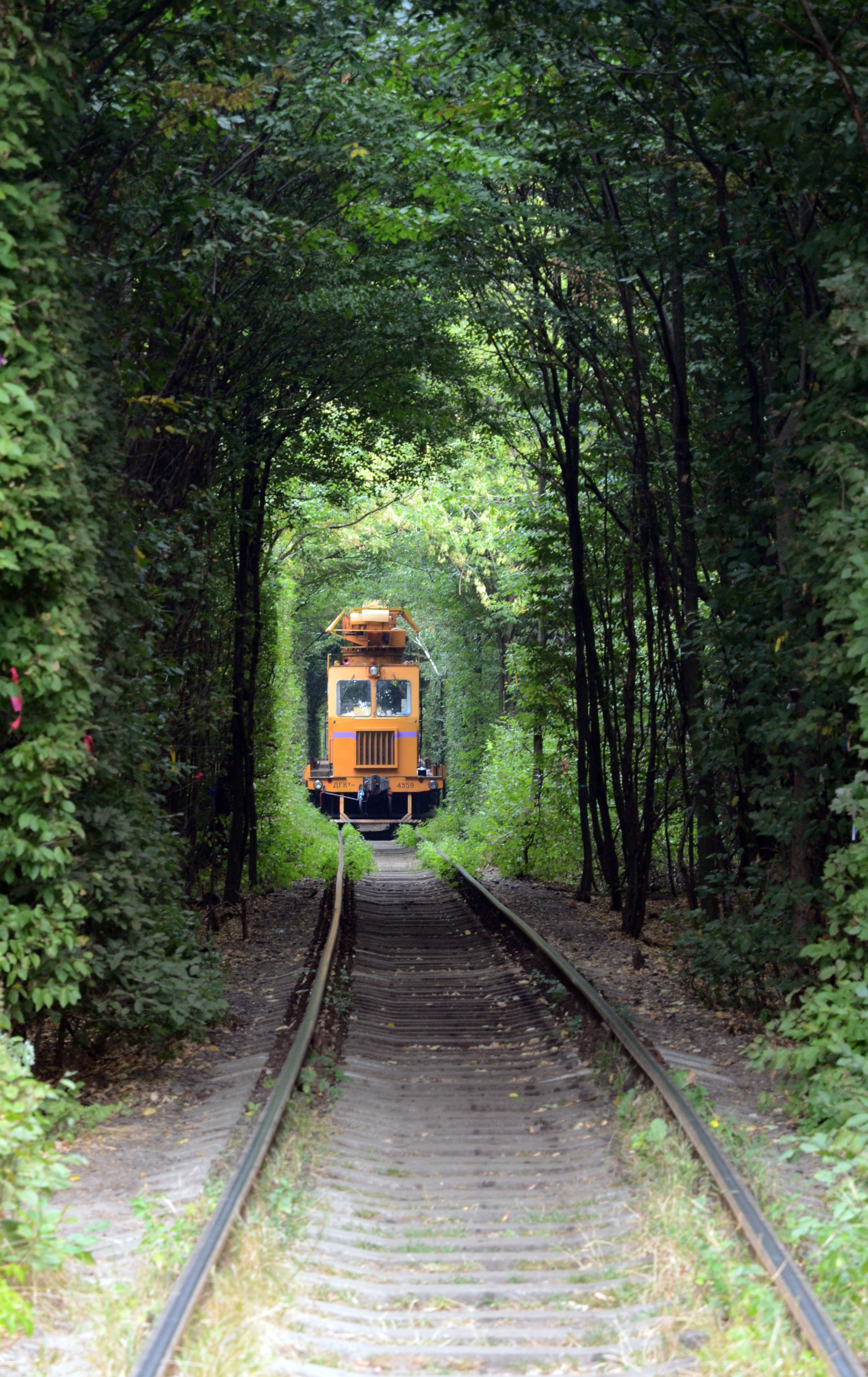
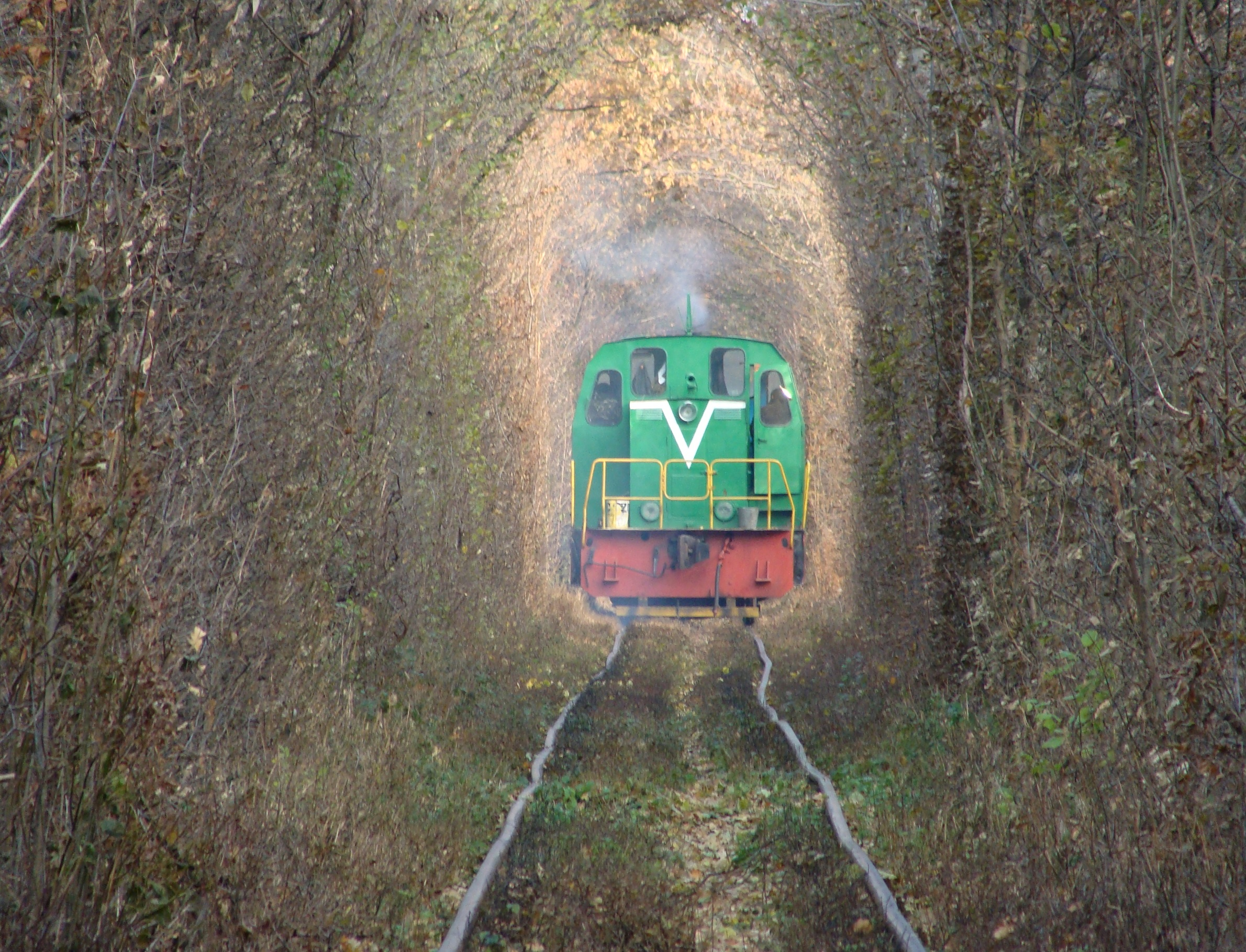
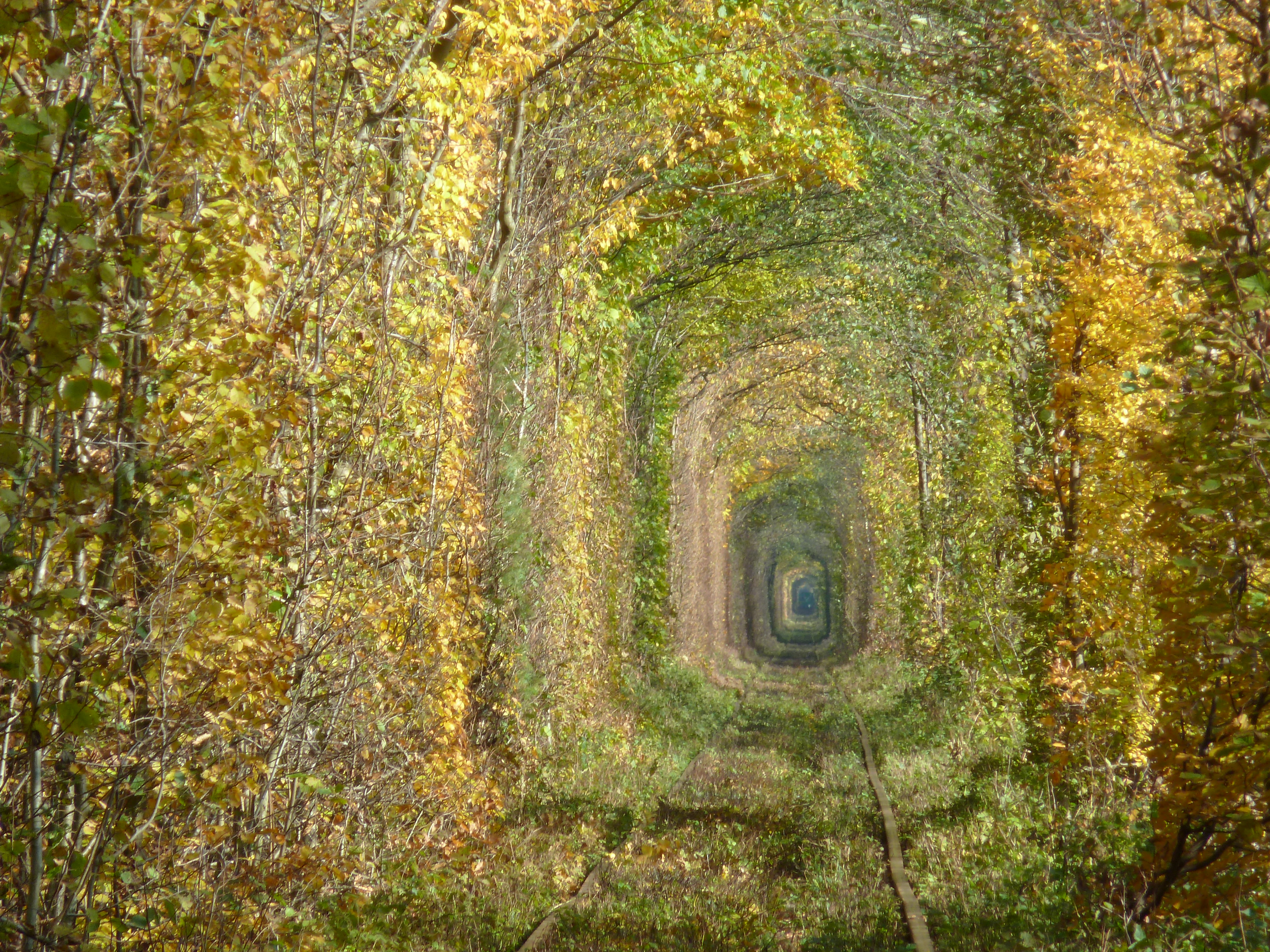
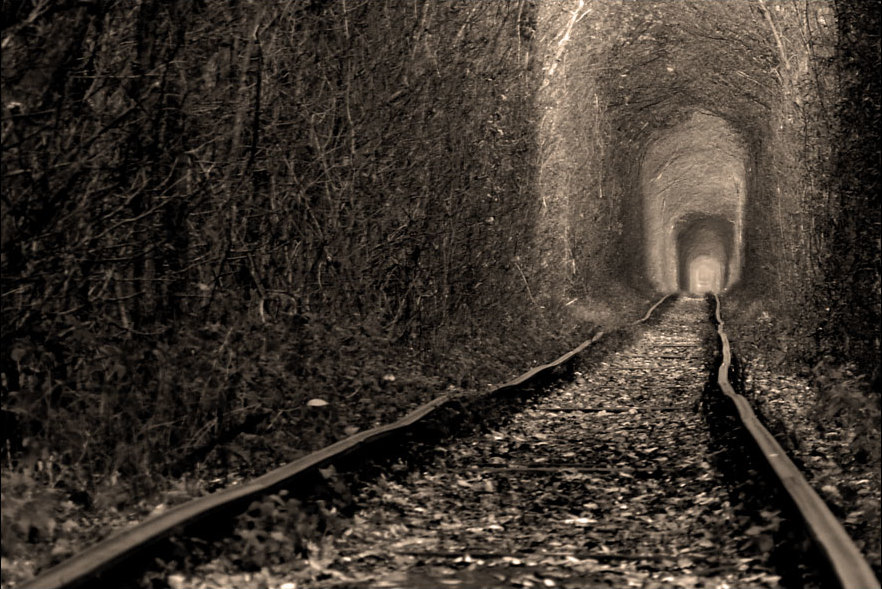
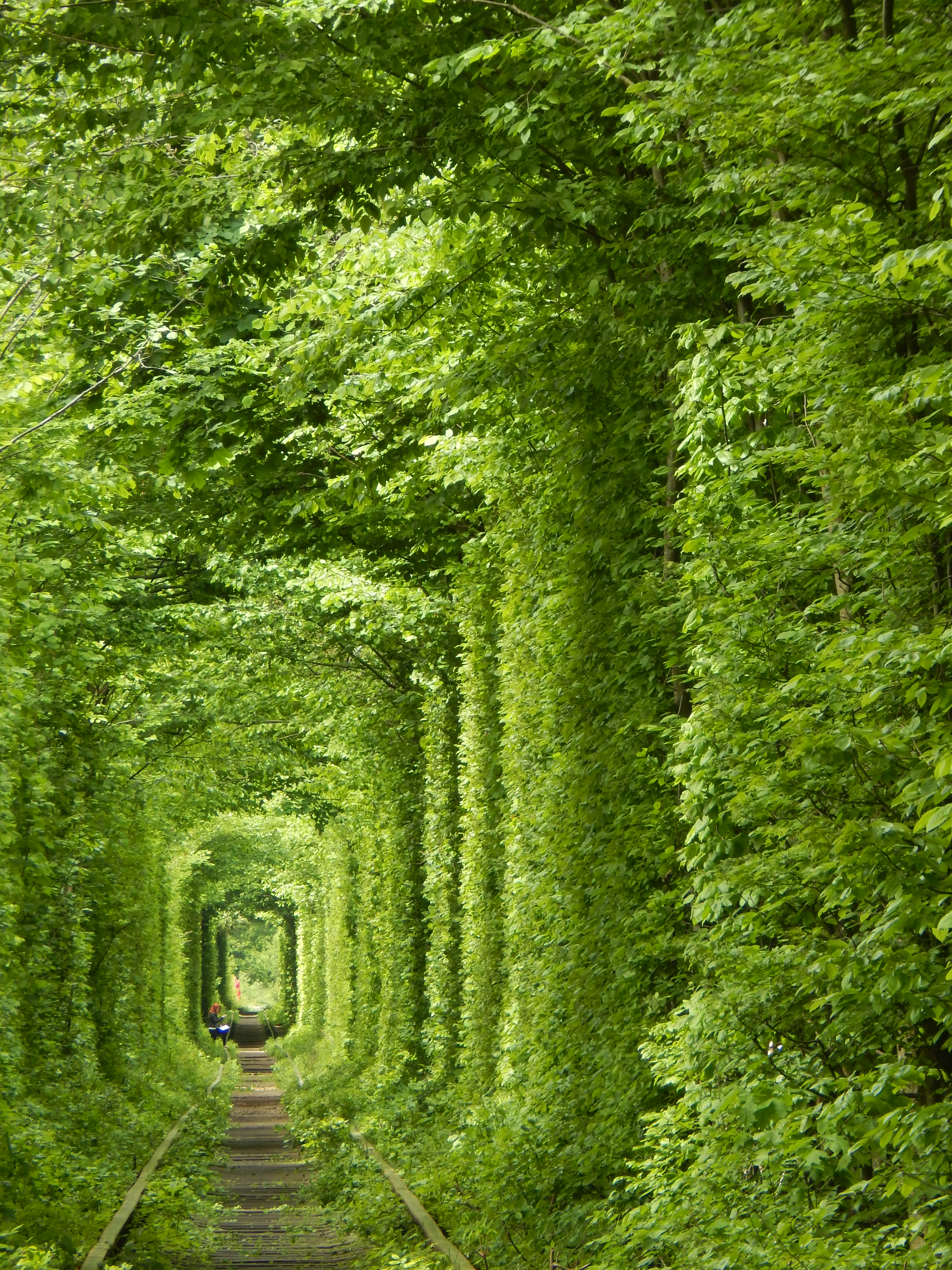